# All Bout U
«All ABout U» es el cuarto sencillo del álbum de 2Pac All Eyez on Me. La canción samplea el tema "Candy" de Cameo e incluye a Nate Dogg cantando el estribillo.
En 1998 fue incluido en el álbum Greatest Hits. Esta versión fue nombrada "All About U" e incluye un verso de Top Dogg que la versión de All Eyez on Me no incluye. Fue relanzado como vinilo el 14 de octubre de 2005. La cara-B del vinilo es la canción "Thug Passion".
Dos videos musicales fueron lanzados con la canción. En el primero solamente aparece 2Pac, mientras que el segundo contiene a todos los artistas que intervienen en la canción, además del cómico Pierre Edwards.
La grabación original incluye un tercer verso extra eliminado en la canción de 1996.

## Lista de canciones
- Cara A

1. «All About U» (álbum versión) (4:37)

- Cara B

1. «Thug Passion» (álbum versión) (5:07)